# Rhipidia plurinervis
Rhipidia plurinervis är en tvåvingeart som beskrevs av Riedel 1921. Rhipidia plurinervis ingår i släktet Rhipidia och familjen småharkrankar. Inga underarter finns listade i Catalogue of Life.